# ألفريد فرج
ألفريد مرقس فرج كاتب مصري، ومن رواد كتاب المسرحيات. ولد ألفريد مرقس فرج في قرية كفر الصيادين، مركز الزقازيق عاصمة الشرقية عام 1929 م، ولكن نشأته الحقيقية كطفل كانت في الإسكندرية، والتي ظل بها حتى نهاية دراسته في جامعاتها، حيث تخرج في كلية الآداب قسم اللغة الإنجليزية عام 1949، وعمل مدرسا للغة الإنجليزية بعد تخرجه حوالي ست سنوات.
كان لارتباطه بإحدى الحركات اليسارية سببا في اعتقاله لأكثر من 5 سنوات (1959- 1964)، وبعد خروجه حصل على منحة تفرغ من وزارة الثقافة، إضافة إلى قيامه بتقديم بعض من أعماله مثل: "حلاق بغداد" (1963) و"سليمان الحلبي"(1965) التي كانت بمثابة صيحة غضب ضد المحتّل وتناوُلاً فلسفياً مباشراً لفكرة الحرية والعدل والاستقلال و"عسكر وحرامية" و«على جناح التبريزي وتابعه قفة» (1969) و" الزير سالم» (1967)و «النار والزيتون» (1970) التي سجلت محنة الشعب الفلسطيني والغبن الذي وقع عليه منذ وعد بلفور وحتى اليوم
ألفريد مرقص فرج، الذي نعرفه باسم ألفريد فرج المولود في قرية كفر الصيادين التابعة لمركز الزقازيق بمحافظة الشرقية، عام 1929م، غير أنه نشأ طفلاً في الإسكندرية، وظل فيها حتى التحق بجامعتها وتخرج في كلية الآداب قسم اللغة الإنجليزية عام 1949م وعمل مدرساً للإنجليزية،
علاقة ألفريد بالمسرح بدأت أثناء دراسته المدرسية من خلال التمثيل، ولأنه درس الإنجليزية فلقد كانت مفتاحه لتعاطي الأدب والمسرح الإنجليزي لأقطابه من الكتاب بدءا بشكسبير وبرناردشو وأوسكار وايلد، ثم اقترب من عالم توفيق الحكيم. وبعد ذلك كتب أول نصوصه «صوت مصر»،
وبسبب ارتباط ألفريد بإحدى الحركات اليسارية تعرض للاعتقال لأكثر من خمس سنوات من عام (1959م ـ 1964م) وبعد خروجه من المعتقل حصل على منحة تفرغ من وزارة الثقافة، وتفرغ لكتابة المسرح، وسافر إلى لندن وهناك عمل محرراً ثقافياً بالصحف العربية فيها، إلى أن توفي عام 2005م عن ستة وسبعين عاماً.
تقلد بعض الوظائف التي من أهمها: مستشار برامج الفرق المسرحية بالثقافة الجماهيرية، ومن ثم مستشار أدبي للهيئة العامة للمسرح والموسيقى، ثم مدير للمسرح الكوميدي. نال جائزة سلطان العويس سنة 1992
عمل بالجزائر من عام 1973 وحتى 1979 مستشارا لإدارة الثقافة بمدينة وهران ولإدارة الثقافة بوزارة التربية والتعليم العالي. ثم عمل بلندن محررا ثقافيا في الصحف العربية فيها. وكانت وفاته في 4 ديسمبر 2005 عن عمر يناهز الستة والسبعين عاما.

## الجوائز
- ميدالية الفن من المجلس الأعلى لرعاية الفنون والآداب 1957
- جائزة الدولة التشجيعية للتأليف المسرحي 1965
- وسام العلوم والفنون من الطبقة الأولى 1967
- درع الرواد للمسرح القومي في يوبيله الذهبي 1986
- درع الرواد لمسرح الخليج بالكويت في يوبيله الفضي 1988
- ميدالية الرواد لمهرجان المسرح التجريبي في القاهرة 1989
- ميدالية الرواد لمهرجان قرطاج المسرحي 1989

## المؤلفات
- سقوط فرعون 1956
- صوت مصر 1957
- حلاق بغداد 1964
- سليمان الحلبي 1965
- دليل المتفرج الذكي (دراسات) 1965
- عسكر وحرامية 1966
- الفخ 1966
- بقبق الكسلان 1967
- علي جناح التبريزي وتابعه قفه 1969
- حكاية الزمن الضائع في قرية مصرية (رواية) 1